# Siloam Springs, Arkansas
Siloam Springs är en stad (city) i Benton County, i delstaten Arkansas, USA. Enligt United States Census Bureau har staden en folkmängd på 15 438 invånare (2011) och en landarea på 28,7 km².